# FS ETR.240
Die Elektrotriebzüge der Baureihe ETR.240 der italienischen Ferrovie dello Stato (FS) wurden für Schnellzüge eingesetzt.
Die Züge entstanden zwischen November 1986 und Dezember 1987 durch Umbau von fünf Zügen der Baureihe ETR.220 AV in den Officine di Cittadella in Padua. Ziel war es, mehr Sitzplätze zu schaffen, indem der jahrelang nicht mehr genutzte Wagen mit den Serviceabteilen in einen Fahrgastwagen umgewandelt wurde. Dadurch stieg die Anzahl angebotener Plätze von 154 auf 205 an. Die umgebauten Züge erhielten die Baureihenbezeichnung ETR 240. Weiter wurden die Klotzbremsen durch Scheibenbremsen ersetzt.
Es wurden fünf der sechs ETR.220 AV umgebaut. Der Zug 236 wurde nicht umgebaut, sondern abgestellt – wahrscheinlich weil es der einzige Zug der Baureihe war, der mit Klimaanlagen des Herstellers Stone ausgerüstet war, was äußerlich an den markanten Buckeln der Frischluftkanäle auf dem Dach an den Wagenenden von Wagen 1 und 2 ersichtlich war.
Die ETR.240 wurden den Depots Milano Centrale (zwei Züge) und Genova Brignole (drei Züge) zugeteilt und führten den Genova Sprint, der die beiden Städte verband. Weitere Einsätze waren auf der Strecke Mailand–Livorno–Grosseto und Mailand–Meran Freccia Atesina, die sowohl mit ETR.240 als auch mit ETR.220 P II geführt wurden. Im Sommerfahrplan 1990 verkehrten ETR.240 in Dreifachtraktion auf der Strecke Mailand–Venedig als Svevo. Die Züge wurden in den 1990er Jahren nach Rom verlegt, wo sie nach Pescara, Ancona und Perugia eingesetzt wurden. Nach dem Ausscheiden aus dem Fahrplanbetrieb waren vier Züge noch unter dem Namen Valentino im Charterverkehr eingesetzt und gelangten in dieser Funktion auch als Freccia delle Nevi ins Aostatal, das sie ab Chivasso in Ermangelung einer Oberleitung hinter einer Diesellokomotive erreichten. Die Züge wurden 1997 abgestellt und 2000 abgebrochen.